# Cieminko
Cieminko (niem. Zemmin) – wieś w Polsce położona w województwie zachodniopomorskim, w powiecie drawskim, w gminie Złocieniec.
W latach 1975–1998 miejscowość administracyjnie należała do województwa koszalińskiego. Do 31 grudnia 2018 znajdowała się w gminie Ostrowice. W roku 2007 wieś liczyła 63 mieszkańców.
2 lipca 2018 mieszkańcy sołectwa w konsultacjach społecznych w większości opowiedzieli się za zniesieniem gminy Ostrowice (9 osób za, 1 przeciw, 1 wstrzymała się od głosu).

## Geografia
Wieś leży około 8 km na północny wschód od Ostrowic, około 500 m na wschód od rzeki Rakoń.